# Блумингдејл (Флорида)
Блумингдејл (енгл. Bloomingdale) насељено је место без административног статуса у америчкој савезној држави Флорида.

## Демографија
По попису из 2010. године број становника је 22.711, што је 2.872 (14,5%) становника више него 2000. године.
| Група             | 2000.          | 2010.          |
| Белци             | 16.421 (82,8%) | 17.011 (74,9%) |
| Афроамериканци    | 1.266 (6,4%)   | 1.907 (8,4%)   |
| Азијати           | 445 (2,2%)     | 564 (2,5%)     |
| Хиспаноамериканци | 1.375 (6,9%)   | 2.708 (11,9%)  |
| Укупно            | 19.839         | 22.711         |